# ソヒョン

ソヒョンのサイン

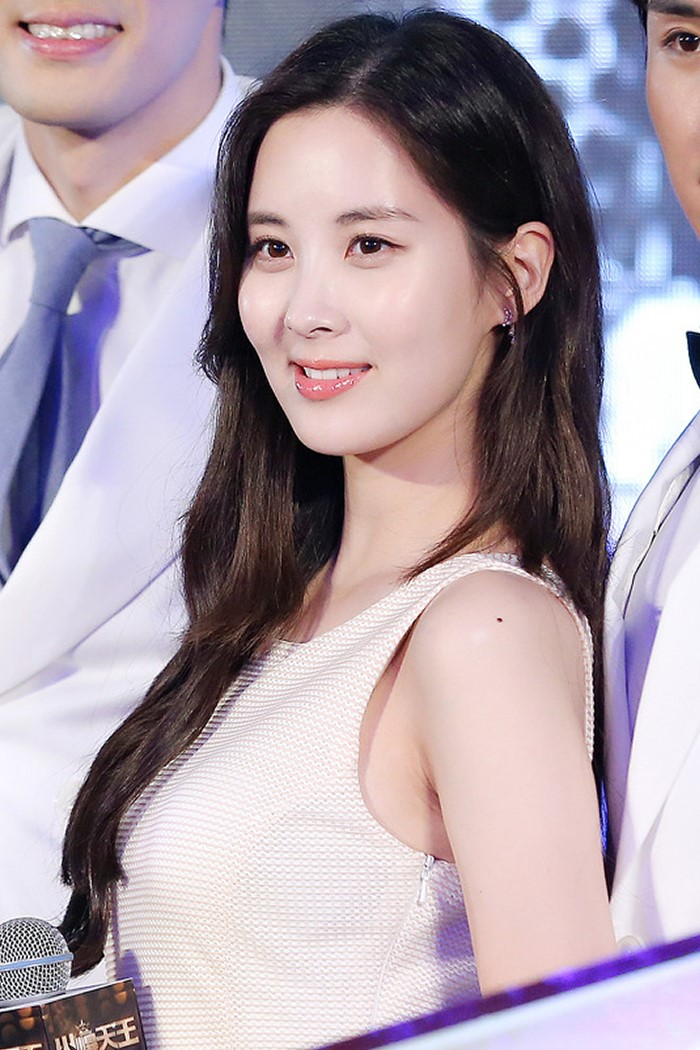
2016年6月29日

ソヒョン（서현、SeoHyun、徐玄、本名：ソ・ジュヒョン （서주현、Seo Ju-hyun、徐朱玄）、1991年6月28日 - ）は、韓国・ソウル特別市出身の歌手、女優で、アイドルグループ少女時代のメンバー。身長170cm。
2017年10月SMエンタテインメントとの契約は満了を機に終了したが、少女時代のメンバーとしては脱退せず続ける意向を発表している。2019年3月、ナムアクターズと専属契約を結んだ。

## 経歴

### 少女時代デビュー
- 2002年、地下鉄で路上キャスティングされ[注 1]、小学5年生でSMエンタテインメントの練習生となった[3]。
- 2007年、高校1年生（16歳）で少女時代としてデビューした。
- 2010年2月 - 2011年4月、MBCのバラエティ番組「私たち結婚しました」に歴代最年少で出演し、2010年のMBC芸能大賞バラエティー部門人気賞を受賞した。
- 2011年10月、ユニセフのソウル大使に任命された。また2012年麗水万博では、国連館の広報大使に任命された[4]。
- 2012年2月 - 2013年4月、MBCの音楽番組「ショー！音楽中心」にてテヨン、ティファニーと共にMCを務めた。

### テティソ&女優デビュー
- 2012年5月から、テヨン、ティファニーとのユニット「少女時代-テティソ」としても活動し人気を得た。
- 2013年9月28日から、SBSドラマ「熱愛」に女子大生ハン・ユリム役として第1話から第5話まで出演した[5][6]。正式な女優デビューは、合格点の評価を得た[7][8][9]。
- 2014年1月 - 2月、ミュージカル『太陽を抱く月』で、ヒロインのヨヌ役を演じ、初のミュージカル出演の夢を果たした。
- 2014年、少女時代-テティソで、On Styleリアリティ番組"THEテティソ"全7話に出演した。末っ子らしい素の姿がよくわかると、ファン達に愛された。[10][11]
- 2014年8月、末っ子ソヒョンが、少女時代で一番乗りに大卒者となった。多忙なスケジュールの最中も熱心に通学し、計4年半で東国大学校演劇映画科を卒業できた。
- 2015年1月9日から5週間、ミュージカル「風と共に去りぬ」で、ヒロインのケイティ・スカーレット・オハラ役を演じた[12][13]。大規模なミュージカルだったが、批判も受けず好評だった。
- 2016年、SBSドラマ麗＜レイ＞～花萌ゆる8人の皇子たち～[14][注 2]にも出演し、2016年SAF演技大賞でファンタジードラマ部門女性特別演技賞を受賞した。[15]
- 2016年2月 - 6月、ミュージカル『マンマ・ミーア!』の ソフィ役を演じた（350分の1の倍率であるオーディションに臨んで獲得した配役である）。興行成績も評判も良かった[16][17]。

### ソロデビュー
- 2017年1月、初ソロアルバムを発売し[18][19][20][21]、5日間のソロコンサートも開催した。ダンス、ピアノ、ギター、愉快なMC、ミュージカルなど盛沢山の内容を披露した[22][23]。
- 2017年2月8日 - 3月18日　On Style "ソヒョンのはじめての一人暮らし"という全5話のリアリティ番組を放送した。愛犬や友人も登場した。
- 2017年約半年間、全50部作[24]のMBC週末ドラマ「恋する泥棒～あなたのハート、盗みます～」[14][25][26][注 3]で、初めて地上波ヒロイン役を務めた[27]。韓国では、アイドル出身女優を批判的に見る傾向がある為、ドラマ開始前は大衆の意見も厳しかったが、ドラマが始まると好意的評価を得た[28][29][30][31]。この作品で、2017年MBC演技大賞女性新人賞を受賞した[32][33]。

### SMエンタテインメントとの専属契約満了（少女時代は脱退せずメンバー継続）
- 2017年10月、SMエンタテインメントとの契約満了に伴い、所属事務所を独立するが、少女時代のメンバーを続ける意向を発表した[1][2][注 4][注 5]。
- 2017年12月23日 - 24日、テヨンのソロコンサートThe Magic Of Christmas Time に、ゲスト出演し、事務所独立後も「少女時代末っ子ソヒョンです。」と述べ、ファン達の歓声を浴びた。
- 2018年1月、 Soompi awards ウェブドラマ部門で、2017年主演したOn Styleウェブドラマ「ルビールビーヨーロッパ」のルビールビーラブ 賞も受賞した（人気賞である）[34]。
- 2018年2月11日、平昌オリンピックの南北融和政策の一環で、15年ぶりに大韓民国を訪問した、朝鮮民主主義人民共和国の芸術団「三池淵管弦楽団」のソウル公演にて、ソヒョンは2曲で参加し、南北共演を果たした。ソヒョンは当日、韓国大統領府からオファーを受けて、リハーサルなしの「ぶっつけ本番」で歌った[35][36][37]。
- 2018年4月1日 - 3日、13年ぶりに朝鮮半島の平和と和解に向けた目的で、大韓民国の「南北平和協力祈願の韓国芸術団」160人が、朝鮮民主主義人民共和国の平壌で公演した。ソヒョンは平昌オリンピック合同ステージでの融和的成功が認められ、その一員として派遣された。ソヒョンは椎間板ヘルニアと重症の風邪を患っていたが、全日、MCを務め、歌も披露し、どちらも好評を得た[38][39][40][41]。
- 2018年7月25日から放送のMBC水木ドラマ（原題：時間）の主演ソル・ジヒョン役[42]の演技がこれまで以上に多くの方に認められ、ソウルアワーズの人気賞[43]と2018 大韓民国ベストスター賞のドラマスター賞を受賞した[44]。

### ナムアクターズとの専属契約開始
- 2019年3月7日、「ナムアクターズ」と専属契約を結んだ。ソヒョンは、SM退社後、所属事務所を模索しながら父親の知人等と個人で活動していたが、「ナムアクターズ」は、俳優専門事務所だが、イ・ジュンギ等の歌手活動も行う俳優も所属している前例がある為、ソヒョンの希望通り少女時代や歌手活動にも積極的に支援する意向を明らかにしている[45][46][47]。

## 人物
- 少女時代のマンネ（末っ子）である。少女時代のメンバー達から可愛がられ、時にからかわれる[48]。プライベートでは末っ子らしい可愛らしい性格を持っている。ティファニーは、「私は、少女時代のプライドはソヒョンだと思いますよ。なぜなら、純粋でまだあどけない、本当に末っ子らしい子です。常に一途でありがとう。」と語っている[11][49]。
- デビュー当時は、真面目すぎてやや頑固で、極度な恥ずかしがり屋のため積極的ではなかったが、活発なメンバー達と長く共にし、様々な経験から成長し、性格が柔軟で明るくフレンドリーな良い方向に変わった[注 6][50]。今では誰よりもファン達に元気に挨拶をして愛嬌を振りまいている[51]。ただ、純粋で心優しい面や、自己管理しながら前向きに努力する姿は変わらない。英語圏のファン達には「Seobaby」と呼ばれることが多い。
- デビュー当時から今でも、写真写りが悪いが、実物を見ると綺麗だと評判だ[52][53]。遠くからの撮影や化粧や髪型が似合わない場合などは別人のように見え誤解されることもあるが、幼少から顔があまり変わっていない有名人の一人としても知られている[54][55]。スタイルの良さも有名で、ルームメイトだったヒョヨンは、「末っ子は、意外とグラマラスなんです。」と番組で暴露した[56]。
- 練習生時代から、礼儀正しい性格で、よく「模範生」と言われた[3]。また、祖母や両親に年上を敬うよう教育を受けたため、敬語や言葉遣いが丁寧であった[57]。
- 特技はピアノ演奏[58]。母親が音楽学院の院長の為、幼い頃からピアノ、バイオリンなどの教育を熱心に受けた。また、2010年出演したバラエティ番組「私たち結婚しました」がきっかけで、ギターも弾けるようになった[59]。2017年のソロコンサートでも、ピアノ演奏の他に、ギター弾き語りを4曲程度披露した[22][23]。
- 日本語、中国語、英語の発音が良い[注 7]。ミニオンズ[注 8]等の声マネも上手く、バラエティ番組で披露したことがある。
- 幼い頃からデビュー時は、日本のアニメ「ケロロ軍曹」が大好きだった。また、「日本のドラマが大好きで日本にとても興味があり、母親と一緒に日本語の勉強を熱心にしている」と韓国の番組で語ったこともある。大きな夢は、女優として「のだめカンタービレ」のような日本のドラマに出演すること述べ、2011年にも「演技レッスンも積んできたので、日本のドラマに出演する夢は今も持っています。最近は「ホタルノヒカリ」も大好き。」と語った[60][61][62]。東国大学在学中の最も感銘を受けた授業についての質問には、「日本語の授業が最も楽しかったです。」と答えている[63]。
- 動物好きであり[64]、ポッポ（韓国語でチューの意）という白いマルチーズを溺愛している。ドラマ麗で共演した馬も「一緒に暮らしたい程に可愛い」とインスタグラムに載せていた[65][66][67]。
- ファンからの手紙を愛しており、「辛く大変な時にファンからの手紙を読んで勇気をもらっている」と述べている[68]。

## 発言
- 好きな言葉は、「最後の勝者は善人である。」[69][注 9]
- 「これからも変わらずに私を愛してください...このような言葉は言いません。ただ、ファンがいつか今この瞬間を思い浮かべた時、『私この時、少女時代ソヒョンが本当に好きだった』と思い出して下されば、それだけで感謝します。私はその愛を決して忘れないでしょう。」[68][70]

## エピソード

### デビュー前
- 子供の頃の夢は、ピアニスト、バレリーナ、外交官、女優。小学5年生でスカウトされた時のオーディションでは、バレエを踊り[71]、「ピアノと子犬が好きです。」と自己紹介した[3][注 10]。
- 練習生時代は、イ・ファニと一番仲が良かった。彼女について、「5年間、同じグループになると思いながら練習生生活を送ったのに、デビューメンバーにファニの名前は無かった。自分がデビューする嬉しさより、彼女が脱落したことへの申し訳なさの方が大きかった。彼女のほうから私を呼んでくれて2人で泣き続けた。現在も互いの夢を応援しあう無二の親友です。」と語った[72][注 11]。
- 一緒に練習生時代を過ごしたチャン・ハジンは、「練習生達は毎日鼻血が出るように辛いトレーニングを努力していたが、ソヒョンは常に学校の成績上位で本も沢山読んでいた。」と証言した[73]。

### 少女時代デビュー後
- 寮の管理人は、「メンバー全員礼儀正しいが、ソヒョンさんが一番よく挨拶をしてくれて、マナーが良い。」と語った[74]。
- 多くの本を読む読書好きな人としても有名だ。親元を離れて若くして社会に出たので、辛いことがあっても親に相談ができず、特に自己啓発本を読んで問題を解決してきたからだという。
- デビュー当時は男性とあまり打ち解けられなかったが、バラエティ番組「私たち結婚しました」で少しずつ打ち解けられるようになった[注 12]。
- 2011年KBSビッグブラザーズで「成功とか失敗という事に必要以上に縛られないで、自分の生きる目的や価値観を確立していく事のほうが大事なのではないかなと私は思います。」と述べた[注 13]。
- 親の教えを守ってハンバーガー等のジャンクフードを極度に好まなかったようだが、最近はそのようなものでも何でもよく食べると言っている[75]。ただ、今も健康に良い食べ物は好んでいるようだ[76][注 14]。
- 大学の友人は、「ソヒョンが『私の方が皆より先に社会に出て、お金を稼いでいる立場なんだから当然だよ。』と言って食事を頻繁に奢ってくれる。」と、2011年のTV番組で語っている。
- 2012年SBSのクイズ番組「1億クイズショー」に出演した際、放送開始以来初の全問正解を達成した[77]。
- 芸能界で同年の親友は、元KARAのニコルや元シスターのソユ等。On Style"THEテティソ"や"ソヒョンのはじめての一人暮らし"等で紹介している。その他にも、様々な年齢のお姉さん達など先輩後輩との交流が多い。

### 女優デビュー後
- 2013年9月会見で、「愛する気持ちに年齢は関係ないと思う。」「今の私は、以前の番組で見られた当時とは考え方が違います。もっとオープンマインドです。」「誰かを好きになる感情は持っていたと思うが、切ない初恋の経験はまだ出来なかった。私にとって、初恋とは、まだ明確に定義する事が出来ない様です。」と語っている[78][79]。
- 2013年10月インタビューで、「演技はときめかせてくれる。今後発展させたい。」「音楽はいつも一緒にいたい友達。」「少女時代は運命が導いてくれた最高の縁。」「最近考えていることは、すべてが楽しい」と答えている[63][注 15]。
- 2013年11月19日、在学中の東国大学に、奨学金として1億ウォンを寄付した。寄付に到るきっかけは「大きな夢を持っていても家庭事情で勉強を辞めざるを得ない友人らの為。」だという[注 16][80]。

### ソロデビュー後
- 2018年4月3日、スンイル希望財団は「ソヒョンは、随分前からスンイル希望財団を後援してくれている。今まで合わせて4千万ウォンの後援金を、筋萎縮性側索硬化症の建立基金として寄付した」と明かした。財団は「ソヒョンが後援している事実を公開しないでほしいと言ったが、ソヒョンの美しい心を分かち合いたいと思い、ソヒョンの静かな寄付を公開した。」と述べた[81]。

## 音楽活動

### 共同曲
- 「オッパナッパ」（오빠 나빠）（2008年、ジェシカ、ティファニーとの期間限定ユニット参加）
- 「チャラジャチャ」 （2009年、チュ・ヒョンミとのデュエット）
- 「Let's Go」（2010年11月、G20首脳会議ソウル開催キャンペーンゾング、韓国語版と英語版、少女時代以外のアイドル達との1度限り20人ユニットに参加）[82]
- 「JOURNEY」（2011年、東方神起のアルバム『Keep Your Head Down』収録曲、フィーチャリングとして参加）
- 「Dreams Come True」 (2011年、withドンヘ (スーパージュニア)、2011年アジアソングフェスティバルテーマソング、スーパージュニアのドンへとのデュエット）
- 「Don't Say No」 (2012年、withユン・ゴン、MBC『ハイキック3 短足の逆襲』挿入歌、ユン・ゴンとのデュエット）[83]

### OST(ソロ)
- 「辛くても　大丈夫」（아파도 괜찮아요）（2010年、『鉄の王 キム・スロ』挿入歌、ソロ）[84]
- 「待っています」（기다릴게요） (2012年、SBS『ファッション王』挿入歌、ソロ)[85]

### ソロ活動
- 1stミニアルバム『Don't Say No』（2017年1月17日）[18][19][20][21]
- 2017年2月24～26日と、4月8～9日デビュー後初のソロコンサート「Love, Still – Seohyun」を（計5日間）開催[22][23]

### ユニット活動
- 2012年5月～少女時代-テティソ (テヨン・ティファニーとのユニット)　2012年1stミニアルバム『Twinkle』2014年2ndミニアルバム『Holler』、2015年3rdミニアルバム『Dear Santa - X-Mas Special』

### コンサート（ファンミーティング含む）
- 2015年6月28日♥SEOHYUN♥BIRTHDAY PARTY
- 2016年6月28日♥SEOHYUN♥BIRTHDAY PARTY
- 2017年2月24日、25日、26日[Love、Still - Seohyun]（ソロコンサート）
- 2017年3月25日（スンイル希望財団主催いやもうコンサートに、ノーギャラにてゲスト出演、２曲ソロ）
- 2017年4月8日、9日[Love、Still - Seohyun] （アンコールコンサート）
- 2017年12月23、24日（テヨンコンサートThe Magic Of Christmas Time に、ゲスト出演、2曲デュエット）
- 2018年07月01日 [SEOHYUN'S BIRTHDAY PARTY]
- 2018年11月～2019年2月、SEOHYUN [MEMORIES] ASIA FAN MEETING（韓国、タイ、台湾、香港、東京、大阪、計6都市6日間）

## 出演

### ドラマ
- 2013年 SBS「熱愛」 - ハン・ユリム役（特別出演）[86][87]
- 2015年 MBC「幸せのレシピ～愛言葉はメンドロントット」 - ファン・ユラ役
- 2015年 KBS2「プロデューサー」 - ソヒョン役（特別出演）
- 2015年 MBC「メンドロントット」 - ユラ役（特別出演）
- 2016年 SBS「麗＜レイ＞～花萌ゆる8人の皇子たち～」 - ウヒ役[88]
- 2016年 MBC「恋のゴールドメダル〜僕が恋したキム・ボクジュ」 - ファニ役（特別出演）
- 2017年 Onstyle「ルビールビーラブ」 - イ・ルビ役
- 2017年 MBC「恋する泥棒～あなたのハート、盗みます～」 - カン・ソジュ役[89]
- 2018年 MBC 「時間」 - ソル・ジヒョン役[42]
- 2020年 JTBC 「私生活」 - チャ・ジュウン役
- 2022年 KBS「ジンクスの恋人」- スルビ役

### 映画
- 2016年 中国映画「だから私はアンチファンと結婚した(所以、和黑粉结婚了)」- アイリン役
- 2022年　モラルセンス ～君はご主人様～　- チョン・ジウ役
- 2022年　聖なる夜　- シャロン役
- 2023年　盗賊：剣の音

### ミュージカル
- 2014年2月 - 3月《太陽を抱く月》 - ヨヌ役[90]
- 2015年1月 - 2月《風と共に去りぬ》 - スカーレット・オハラ役
- 2016年2月 - 6月《マンマ・ミーア!》 - ソフィ 役[91]

### ミュージック・ビデオ
- 2010年TRAX -オー！ああっ女神さまっ[92]
- 2010年G20キャンペーンソング　Group of 20 " - Let's go[93]

### 声優
- 2010年 映画『슈퍼배드 (怪盗グルーの月泥棒)』- イディス役[94]
- 2013年 映画『怪盗グルーのミニオン危機一発』 - イディス役[95]

### バラエティ番組
（ゲスト出演を除くレギュラー出演番組のみを記載）
- 2010年2月～2011年4月　MBC　私たち結婚しました
- 2014年　On Style　"THEテティソ"（日本ではMnet契約によって今も視聴可能）[11]　全7話リアリティ
- 2017年2月8日〜3月18日　On Style "ソヒョンのはじめての一人暮らし"（日本ではMnet契約によって今も視聴可能）[96]（原題：一人で生きてみたらどう）全5話リアリティ
- 2022年　MBC　全知的おせっかい時点

### MC
- ショー！音楽中心 (MBC、2012年2月～2013年4月)
- MBC歌謡大祭典 (MBC、2012年12月31日～2013年1月1日)[97]
- 第30回ゴールデンディスク賞（2016年）
- MBC DMC Festival Korean Music Wave（2016年）
- 第5回イェグリンミュージカルアワード（2016年）
- 第31回ゴールデンディスク賞（2017年）
- 南北平和協力祈願の韓国芸術団公演（2018年）

### 専属モデル・専属CM・広報大使
- デビュー前2005年　スマート学生服紙面広告モデル（東方神起と）
- 2010年　カリビアンベイCM出演
- 2010年4月14日、「ソウル市教育庁ソウル学生7560+運動」の広報大使
- 2010年　韓国ジョンソン・エンド・ジョンソン「クリーン&クリア」イメージモデル（CMも出演）[98]
- 2011年10月11日「ユニセフエンボイ」の広報大使
- 2011年～2013年6月「The Face Shop」イメージモデル（CMも出演） [99]
- 2012年5月3日　麗水万博・国連館広報大使[4]
- 2013年韓国「トミーヒルフィガー」イメージモデル[100]
- 2013年SKT　CM出演
- 2013年東亜試案コップ広報モデル
- 2014年9月17日、「東国大学」広報大使
- 2016年　中国で　カカオゲームガガ魔性　イメージモデル
- 2016年～P＆G Pantene　イメージモデル（CMも出演）（2016～中国、東南アジア地域、2017末～韓国）
- 2017年4月26日、「2017年幸せアライアンス」の広報大使
- 2017年　Korea Lamer　モデル
- 2017年　毎日豆乳　モデル
- 2017年　高級時計　Montblanc Korea  モデル
- 2017年　イーマート　ピーコック　ティラミス（ウェブCM等に出演）
- 2018年～イーマート　ピーコック　専属モデル（全店内外広告、ウェブCM、HP等に出演）
- 2018年　Hazzys、Diptyque、thyren等 モデル
- 2018年～Jayjun cosmetic専属モデル（SCENTENCEとのスキンパックのウェブ広告に出演[101]、サイン会も開催した。）
- 2018年　統一部統一教育広報大使
- 2018年　ペットソウルカハ2018広報大使
- 2018年　済州国際柑橘フェアの広報大使
- 2019年　itmicha 専属モデル